# Integrated Systems Europe
Integrated Systems Europe (ISE) és l'exposició més gran del món de sistemes audiovisuals i professionals de sistemes d'integració, un lloc on mercats i persones es donen cita per col·laborar, aprendre i fer negocis. L'esdeveniment anual dura quatre dies, i se celebra a la RAI Amsterdam cada mes de febrer. Integrated Systems Events és una empresa conjunta entre AVIXA i CEDIA - les dues principals associacions del sector per a la indústria audiovisual mundial.
Des de la primera Integrated Systems Europe el 2004, l'esdeveniment ha crescut any rere any. Al 2018, es van allotjar prop de 1.300 expositors (amb innombrables nous llançaments de productes) i va donar la benvinguda a més de 80.000 visitants a la RAI.
L'ISE és més que una exposició. Els programes extensius de desenvolupament professional i de conferències d'AVIXA i CEDIA, així com el nou Main Stage Theater, són integrals per donar valor als assistents i expositors. A més, ISE acull nombroses conferències prèvies i en exposició, a més de mostrar discursos magistrals, organitzar visites tecnològiques fora del lloc i facilitar nombroses oportunitats de networking.
El resultat és un espectacle que té un ambient creatiu i col·laboratiu i garanteix que Integrated Systems Europe sigui el lloc ideal per assolir els objectius empresarials.

## Història
Integrated Systems Europe va començar la seva vida el 2004, amb la primera edició de l'espectacle que se celebra a Ginebra, Suïssa. Va acollir 120 expositors i va atreure 3.500 visitants. El més important, va donar la base per a anys consecutius de creixement sense precedents per a l'espectacle anual. Catorze anys després, ISE 2018 ja dona la benvinguda a gairebé 1.300 expositors i més de 80.000 visitants a la RAI d'Amsterdam.
A mesura que l'espectacle ha crescut, naturalment ha canviat i evolucionat. El que va començar com una botiga temporal per a 120 empreses és ara un esdeveniment multidisciplinari de quatre dies que presenta un gran programa d'exposicions, programes integrals d'educació i desenvolupament professional, conferències, ponents de classe mundial i multitud d'esdeveniments afiliats i associats.
ISE ha contribuït a formular la indústria d'integració de sistemes i un augment dels enfocaments col·laboratius en un ampli ventall de tecnologies complementàries.
El creixement de l'espectacle ha estat constant i sostenible. Cinc anys després del llançament, ISE 2009 va acollir més de 560 expositors i gairebé 25.000 visitants. El 2012, la quantitat d'expositors va trencar 800 i més de 40.000 persones van assistir al saló. ISE 2016 va acollir més de 1.100 expositors i més de 65.000 visitants. El creixement va continuar el 2017 i el 2018, quan encara es van trencar més registres.
Encara que els números i les xifres donen una bona indicació de l'èxit de la sèrie i la seva importància per a la indústria, no expliquen tota la història. A mesura que l'ISE ha crescut, també hi ha les capes de la seva oferta. Tot i que el seu paper com a aparador dels últims productes i solucions de la indústria segueix essent el seu nucli, s'ha convertit en una plataforma per compartir idees i coneixements, no només des de la indústria AV sinó des d'altres indústries que la travessen.
L'organització de ISE - Integrated Systems Events LLC - és una empresa conjunta entre AVIXA i CEDIA, les dues principals associacions de la indústria audiovisual mundial. És molt important per a tots els partits de l'organització que l'ISE serveixi a la indústria de la millor manera possible i que es mantingui fort, de manera que pugui seguir donant suport a la indústria, i a les empreses.
Mantenint la seva reputació de connectar les noves tecnologies, les empreses i les indústries d'usuaris finals, l'ISE continuarà buscant maneres de millorar i desenvolupar, per tal de presentar la innovació en el seu pis d'espectacles, programes d'educació, conferències i més enllà.
L'any 2018, Systems Systems Events va anunciar que l'exposició d'ISE es traslladarà al complex d'exposicions Fira de Barcelona el 2021.

## Integrated System Events
Integrated Systems Events produeix exposicions B2B i conferències per a la indústria professional de l'audiovisual, la integració de sistemes electrònics i les TI. L'esdeveniment estrella és Integrated Systems Europe, però també acull altres conferències com:
- Smart Building
- Digital Signage Summit Series
- Integrated System Rússia[4] (és l'espectacle número u a Rússia i països de la CEI per a la integració professional de sistemes AV i electrònics. ISR ofereix les últimes tecnologies professionals de sistemes AV i electrònics a les indústries d'integració de sistemes electrònics comercials, professionals i residencials.)
- VR Days Europe

## 2018
ISE es va realitzar el 6 de febrer a Amsterdam amb la participació de més de 1.300 expositors i més de 80.000 visitants.

### Guies i mitjans de comunicació
Les guies i els mitjans de comunicació que es van presentar en aquesta pàgina van ser dissenyats per ajudar els assistents i expositors a maximitzar el seu temps a l'ISE 2018. Ja sigui que entenguessin totes les oportunitats de desenvolupament personal i professional disponibles, o simplement trobant el seu recorregut pel pavelló d'exposició, la Guia de desenvolupament professional, Show Guide, Planificadors de rutes, aplicacions mòbils i la revista RISE van ser companys molt valuosos abans i durant l'espectacle.

## 2019
L'edició 2019 de l'espectacle s'espera que sigui la més gran de la història de l'espectacle amb més assistents i expositors que mai. Per fer-ho, veurem l'expansió del pavelló 5 i l'hotel Okura proper, que s'utilitzarà com a espai dedicat a la conferència. Es realitzarà des del 4 de febrer fins al 8 de febrer.
L'edició de 2019 atraurà més de 1.300 expositors i 80.000 assistents, convertint-la en la ISE més important fins ara. A més de la RAI d'Amsterdam, el proper Hotel Okura té un paper important a l'ISE 2019. Del 5 al 8 de febrer, aquest hotel de cinc estrelles acollirà un interessant programa de conferències dirigit a sectors verticals clau: XR, Cinema Digital, Digital Signage, Hospitalitat i atraccions de visitants. Mostrarà un conjunt únic de conferències, intervencions magistrals, programes d'entrenament i esdeveniments de concerts. Es realitzen abans del espectacle i al llarg de l'exposició de quatre dies.

### Hotel Okura
SE a l'Okura és una nova conferència de quatre dies per ISE 2019. Es presentarà un ampli programa de conferències que explora les últimes tecnologies, solucions i estratègies en diversos sectors del mercat vertical. Aquesta funció es basa en l'hotel Okura de 5 estrelles, a pocs minuts a peu de la RAI Amsterdam.

### ISEShow.TV
ISEShow.TV és el servei oficial de vídeo sota demanda per a ISE 2019. Durant tota l'exposició, ISEShow.TV us oferirà entrevistes exclusives amb els expositors de ISE, visitants i organitzadors del programa, mitjançant entrevistes, debats i perfils dels últims llançaments de tecnologia AV. Es produeixen quatre edicions durant el programa i estan disponibles per a tots els assistents a ISE 2019. El contingut es produeix a InAVate.
(videos promocionals de ISE 2019) Arxivat 2018-12-14 a Wayback Machine.

## 2021
Integrated Systems Europe ha anunciat que la seva edició 2021 tindrà lloc a Gran Via, part del recinte firal Fira de Barcelona, a Espanya els dies 2 i 5 de febrer. La decisió de traslladar definitivament l'exposició d'ISE arriba després de 18 mesos d'investigació sobre la viabilitat de romandre a la RAI d'Amsterdam. Amb un creixement anual dels expositors i assistents d'ISE que s'aproxima al 10%, es va arribar a la conclusió que ISE estava superant la seva popular ubicació d'Amsterdam.
L'ISE 2018 va atreure a 80.923 assistents, dels quals 22.000 van visitar l'espectacle per primera vegada mentre que 1.296 expositors van omplir 53.000 m2 de superfície útil en 15 salons. Es preveu que l'ISE 2019 augmenti en aquestes xifres de rècord.
Mike Blackman, director gerent de Events Integrated Systems, va comentar: "La RAI i Amsterdam han proporcionat una ubicació fantàstica, han estat grans socis i han contribuït a l'èxit de l'espectacle. Però, la demanda dels expositors i el continu augment del nombre d'assistents ens van mostrar que l'espai limitat estava en perill de frenar el desenvolupament de l'espectacle. Malgrat tot el nostre millor esforç, aquest no era un problema que ens podia resoldre si ens quedava a la RAI d'Amsterdam ".
La Fira de Barcelona és una de les convencions i conferències més prestigioses d'Europa. El complex compta amb dos locals d'exposicions i acull 140 salons internacionals cada any amb més de 30.000 expositors i atreu més de dos milions d'assistents. En total té més de 400.000 metres quadrats d'espai i 14 salons.

### Gran Via
És una de les sales d'exposicions més grans i modernes d'Europa. Combina una arquitectura excepcional amb funcionalitats excepcionals en 8 sales i 200.000 metres quadrats d'espai per a exposicions. També ofereix un flux de visitants sense precedents i serveis d'última generació i logística. Està convenientment situat per accedir a l'aeroport internacional proper i al transport públic.
La Fira és una de les organitzacions firals més importants d'Europa i està estretament lligada a la marca Barcelona, ciutat amb més d'un segle de tradició firal. La seva aportació econòmica anual a la ciutat de Barcelona i el seu entorn s'estima en més de 2.600 milions d'euros. Fira és un consorci format per l'Ajuntament de Barcelona, la Generalitat de Catalunya i la Cambra de Comerç de Barcelona, que combina la propietat pública amb la gestió autònoma de l'empresa.
Tots dos, els espectacles ISE 2019 i 2020, tindran lloc a la RAI d'Amsterdam i es preveuen que són els més grans i més exitosos de la història de l'espectacle des de fa 16 anys.

## Esdeveniments
- 31 de gener - ISE 2012
- 29 de gener - ISE 2013
- 15 d'octubre - Smart Building Conference 2013[7]
- 4 de febrer - ISE 2014
- 10 de febrer - ISE 2015
- 9 de febrer - ISE 2016
- 7 de febrer - ISE 2017
- 6 de febrer - ISE 2018
- 24/26 d'octubre - VR Days Europe 2018[8]

## Visions internes de l'empresa
Quan ISE 2018 va tancar les portes, Integrated Systems Europe ha demostrat de manera inequívoca per què és el destí internacional de selecció d'audiovisuals i de professionals d'integració de sistemes. El futur d'ISE diu:
- Mike Blackman, director gerent d'esdeveniments integrats de sistemes, diu:

"Aquest és l'únic lloc on podeu obtenir una visió global de tot el mercat audiovisual en un sol lloc. Més expositors, més espai i més assistents que qualsevol altre espectacle a nivell mundial: portem els compradors i venedors junts en un sol camp, perquè puguin reunir-se per fer negocis ".
- David Labuskes, conseller delegat d'AVIXA, diu:

"Durant 15 anys, ISE ha proporcionat un lloc excel·lent per a la indústria europea d'integració de sistemes. L'espectacle és perfecte per a les empreses de la regió per demostrar les seves novetats a un públic interessat i informat. AVIXA s'enorgulleix de ser copropietaris d'aquesta fira, no hi ha res a Europa igual i durant molt de temps el seu èxit continuarà. Hi ha quatre raons principals per a l'èxit de l'ISE: l'excel·lent programa educatiu impartit per AVIXA i CEDIA; l'oportunitat d'estar a prop i personal amb els últims equips; la ubicació excel·lent - Amsterdam és una ciutat ben comunicada; i, per descomptat, és un esdeveniment molt ben dirigit i un crèdit per a l'equip organitzador ".
- Tabatha O'Connor, president i CEO de CEDIA Global diu:

"ISE té un sabor únic i meravellós. En molts sentits, sovint se sent més com una "reunió familiar" que una fira comercial; un sentit definitivament ajudat per la seva ubicació a la fantàstica ciutat càlida, vibrant i acollidora d'Amsterdam. Amb un programa d'exposició i educació tan variat i variat que s'ofereix al llarg dels quatre dies, no hi ha cap altra fira comercial com ISE. Estem molt orgullosos de ser copropietaris d'aquest sorprenent esdeveniment ".